# Małgorzata Pieczyńska
Małgorzata Agnieszka Pieczyńska z domu Maciejewska (ur. 4 maja 1960 w Warszawie) – polska aktorka teatralna, filmowa i telewizyjna.

## Życiorys
Dorastała w Warszawie. W pierwszej klasie szkoły podstawowej założyła teatr klasowy. Pragnienie zostania aktorką zaszczepiła w niej wizyta u przyjaciółki i jej matki, aktorki Danuty Nagórnej.  Po raz pierwszy stanęła przed kamerą w roli Cyganki w dramacie Wiesława Saniewskiego Nadzór (1983) u boku Ewy Błaszczyk i Gabrieli Kownackiej. W ekranizacji powieści Stefana Żeromskiego Wierna rzeka (1983) w reżyserii Tadeusza Chmielewskiego wystąpiła jako szlachcianka Salomea Brynicka. W 1983 zadebiutowała jako Julietta w sztuce Klausa Manna Mefisto na scenie Teatru Powszechnego w Warszawie. W 1984 ukończyła warszawską Państwową Wyższą Szkołę Teatralną.
Bliższą uwagę zwróciła na siebie kreacją Sophie, niewiernej żony śpiewaka Antonia Taviatiniego (Zbigniew Zapasiewicz) w dramacie sensacyjnym Janusza Zaorskiego Baryton (1984). Następnie zagrała kochankę syna profesora, uwikłaną w rodzinne nieporozumienia, intrygi i porachunki w telefilmie Jacka Bromskiego Ceremonia pogrzebowa (1984) oraz Suzanne w dramacie Janusza Zaorskiego Jezioro Bodeńskie (1985). Zagrała także w amerykańskim filmie wojennym Wojna i miłość (1985) i dramacie Krzysztofa Kieślowskiego Krótki film o zabijaniu (1987). W latach 1985–1987 grała w Teatrze Powszechnym w Warszawie. W 1986 otrzymała Nagrodę im. Zbyszka Cybulskiego. W dwóch wersjach adaptacji powieści Władysława Reymonta – filmie i serialu Jerzego Sztwiertni Komediantka (1987) – zagrała rolę kostiumową przybyłej z prowincji do Warszawy adeptki sztuki teatralnej. Następnie pojawiła się w roli wyrachowanej żony sędziego piłkarskiego (Janusz Gajos) w filmie sportowym Janusza Zaorskiego Piłkarski poker (1988). W 1994 występowała w Teatrze Ateneum w Warszawie.
W 1996 otrzymała „Różę”, nagrodę poznańskiego Radia Merkury. Powróciła na mały ekran rolą Sabiny Borkowskiej, siostry Halskiego (Marek Kondrat) w serialu Wojciecha Wójcika Ekstradycja (1996–1998). Następnie zagrała w serialach: 13 posterunek (1998), Quo vadis (2002), Psie serce (2004), Pensjonat pod Różą (2004), Na dobre i na złe (2005, 2006) Kopciuszek (2006–2007), Kryminalni (2007) i Na Wspólnej (2007–2008). W 2005 występowała w Teatrze Syrena w Warszawie. W 2008 uczestniczyła w drugiej edycji programu Gwiazdy tańczą na lodzie, a także udzieliła wywiadu, który ukazał się w książce Marzanny Graff pt. Siła codzienności. Od 2013 gra w serialu TVP2 M jak miłość.

### Życie prywatne
Jej pierwszym mężem był aktor Andrzej Pieczyński. Po rozwodzie wyszła za Gabriela Wróblewskiego, z którym ma syna Allana Victora (ur. 1991). Pod koniec lat 80. zamieszkała z mężem w Sztokholmie. Jest wegetarianką.

## Filmografia
- 1983: Wierna rzeka − jako Salomea Brynicka
- 1983: Nadzór − jako cyganka
- 1983: Fachowiec − jako Helena Walicka
- 1984: Baryton − jako Sophie
- 1984: Trzy młyny − jako Stefa
- 1984: Ceremonia pogrzebowa − jako Małgorzata, kochanka Stefana
- 1985: Jezioro Bodeńskie − jako Suzanne
- 1985: Wojna i miłość
- 1985: Labirynt − jako Wanda
- 1986: Komediantka − jako Janina Orłowska
- 1987: Krótki film o zabijaniu − jako cyganka
- 1987: Komediantka − jako Janina Orłowska
- 1987: Ja, który mam podwójne życie czyli dylemat Josepha Conrada
- 1988: Piłkarski poker − jako Irena Laguna (Łapówka)
- 1989: Kanclerz − jako Gryzelda Zamoyska
- 1992: Sprawa kobiet − jako kwiaciarka
- 1992: Czy ktoś mnie kocha w tym domu? − jako Anna Bonar
- 1993: Den Gratande ministern − jako Anja Galik
- 1993: 20 lat później − jako Ewa Hauser
- 1993: Polski crash − jako Bożena
- 1995: Snoken − jako Ilona Kunda
- 1995: Gracze − jako Grażyna
- 1995: Ekstradycja − jako Sabina Borkowska
- 1995: Doktor Semmelweis − jako Hrabina
- 1995: Anmäld försvunnen − jako Vera
- 1996: Ekstradycja 2 − jako Sabina Borkowska
- 1996: Dzieci i ryby − jako pisarka Krystyna Kurowska
- 1996–1997: Skilda världar − jako Gosia Andersson
- 1996: Panna Nikt − jako matka Kasi
- 1998: Vita lögner − jako Martina Stipanek
- 1998: 13 posterunek - jako cyganka (odc. 29)
- 1998: Ekstradycja 3 − jako Sabina Borkowska
- 2001: Quo vadis − jako Akte
- 2002: W poszukiwaniu utraconych lat − jako Matka
- 2002: Quo vadis − jako Akte
- 2003: Psie serce − jako Rita Koszyńska (odc. 12)
- 2004: Pensjonat pod Różą − jako Ewa Rogalińska (odc. 5)
- 2004: Orka! Orka! − jako matka Kasi
- 2004: Orzeł − jako Sonata Petraityte
- 2004: Zaraza babilońska − jako matka Pallany
- 2004–2006: Na dobre i na złe − jako profesor Anna Sulak-Hartmann
- 2005: Lawstorant − jako Joanna Burska
- 2006–2007: Kopciuszek − jako Elżbieta Kowalczyk
- 2007: Kryminalni − jako Anna Bonder (odc. 75)
- od 2009: Na Wspólnej − jako Iga Konarska
- 2010–2012: Szpilki na Giewoncie − jako Aniela Gut
- 2010: Hotel 52 − jako Britta/Brygida Svensson (odc. 22)
- 2011: Chichot losu − jako Krystyna Gazda (babcia)
- 2011–2012: Rezydencja − jako Elżbieta Kochanowska
- 2012: Big Love − jako matka Emilii
- 2012: Przedtem, Potem − jako matka Celiny Chmury
- 2012: Komisarz Alex − jako Tamara Konarska (odc. 22)
- 2013: Prawo Agaty − jako Teresa Bylińska
- od 2013: M jak miłość − jako Aleksandra Chodakowska
- 2015: Johan Falk – jako Rosjanka
- 2015: Nie rób scen − jako Agata, ciotka Romana (odc. 10)
- 2015: Blå ögon – jako Janina Hansson
- 2015: Arne Dahl – jako Maria Dobrowolska (odcinek: "En midsommarnattsdröm")
- 2015: Listy do M. 2 – jako matka Moniki
- 2016: Druga szansa – jako Tamara Bajewicz, matka Oli (odc. 23, 25, 26)
- 2017: Serce nie sługa – jako doktor Wrońska
- 2019–2020: Zawsze warto – jako Maria Wardecka, matka Marty i Rafała
- 2022: Negatyw – jako kobieta na wystawie
- 2022: Matka – jako matka Agnieszki

## Teatr Telewizji
- 1988 "Kolabo-song" (Laura).
- 1988 "Dusia, Ryba, Wal i Leta" (Ryba),
- 1989 "Nasz skład",
- 1990 "Gorący wiatr" (Lola),
- 1991 "Restauracja" (Izabella),
- 1992 "Godzina słońca" (Marion),
- 1993 "Madame de Sade" (Hrabina de Saint Fond),
- 1995 "O dziewczynie, która podeptała chleb" (Madame Coty),
- 1997 "Kobieta twojej młodości" (Fernanda),
- 1997 "Biała dama" (Matka),
- 2000 "Obrazek" (nauczycielka),
- 2009 "Gry operacyjne" (Lilka),

## Spektakle teatralne
- "Józef i jego bracia"
- 1983 "Mefisto" (Julietta)
- 1983 "Iwona,księżniczka Burgunda" (Dama dworu Iza)
- 1984 "Wszystko w ogrodzie" (Cynia)
- 1984 "Kartoteka" (Dziennikarka)
- 1984 "Muzyka-Radwan"
- 1987 "Dusia,Ryba,Wal i Leta" (Ryba)
- 1987 "Turandot" (Turandot)
- 1994 "Czytadło" (Wera)
- 2005 "Pecunia non olet?" / "Pieniądze nie śmierdzą"(Pani Minister)
- 2009 "Zamknij oczy i myśli o Anglii" (Valerie)
- 2013 "Prawda"
- 2013 "Kochanie na kredyt" (Grażyna)
- 2015 "Pokrewieństwo dusz"[6]